# Алчи-Гомпа
Алчи-Гомпа (тиб. ཨ་ལྕི་དགོན་པ, Вайли a lci dgon pa) — буддийский монастырь, точнее, известный комплекс храмов (chos 'khor; чхой кхор) в деревне Алчи в округе Лех, в Ладакхе, Индия. Монастырём считаются четыре храма разных периодов, окружающих деревню Алчи, Алчи-Гомпа — самая старая и крупная постройка. Монастырь подчинён настоятелю Ликир-Гомпа.
Алчи входит в группу деревень (все в нижнем Ладакхе), составляющих «Группу монументов Алчи»; то есть к Алчи прилегают Мангду и Сунданг Чунг (сейчас это округ Занскар). Памятники этих деревень уникальны по стилю и мастерству исполнения, но комплекс Алчи-Гомпа лучше исследован.
Традиционно считается, что монастырь построил великий лама (гуру) Ринчен Санпо (958—1055). Также в монастырских записях упоминается тибетский аристократ Калдан Шераб, живший в середине XI века, некоторые исследователи считает его основателем. Дукханг или Зал Собраний и Главный храм (gtsug lag khang, цуклагханг-вихара), с пристроенным трёхэтажным храмом Сумцег (gSum-brtsegs), построен в старом Кашмирском стиле; Третий храм — храм Манджушри («тиб. , Вайли jam dpal lha khang»; Джампал лхакханг). Чортен — важная часть комплекса.
Художественные и духовные особенности буддизма и индуизма переплелись при кашмирских царях, в результате этого росписи монастыря особенно интересны. Фрески монастыря — старейшие в Ладакхе. В комплекс входит огромная статуя Будды, деревянная резьба и декор, сопоставимый со стилем барокко. Шакти Майра составил отличное описание монастыря.

## История
Ещё не составлена точная история Алчи и двух соседних деревень, хотя множество надписей на монастырских стенах датируются первыми годами его существования.
Традиционно основание монастыря связывают с великим Ринчен Санпо (958—1055), который также основал Ламаюру, Ванла, Мангъю и Сумда. В десятом веке, тибетский царь Еше Од из Гуге, решительно встал на стороны буддизма и отправил 21 учёного для распространения дхармы в регионе. Из них выжили только двое, одним из них был тибетец Ринчен Санпо, который успешно распространял дхарму в Ладакхе, Химачал-Прадеше и Сиккиме. Он также посещал Непал, Бутан и Тибет. Санпо получил титул «Лоцава», то есть «Великий переводчик»; считается, что он основал 108 монастырей в Трансгималаях. Эти монастыри стали оплотом Ваджраяны в форме тибетского Буддизма. Указано, что Санпо пригласил кашмирских мастеров для росписей монастырских фресок, большинство к нынешнему времени уничтожены, но фрески Алчи сохранились превосходно.
Долгое время монастырь жил на основе самоуправления и формально не входил не в одну из школ, но позже был взят под покровительство школой Кадампа. Когда влияние монастыря упало, он был подчинён школой Гэлуг, многие монастыри в регионе попали под влияние Гелуг, хотя Ламаюру стал Дрикунг. В XV веке ритуалы в Алчи проводить перестали, а управляли им из Ликир Гомпы.

## География и доступность
Алчи стоит на юном берегу Инда на высоте 3250 м и в 65 км от Леха (на запад). До Леха можно добраться самолётом из Дели. Дорога к Леху начинается в Манали, с мая-июня по октябрь по ней можно свободна двигаться, но зимой её заваливает снег. На этой высоте летом часто случаются дожди. Рядом с Алчи находятся ещё три деревни. Монастырский комплекс стоит отдельно от деревни.

## Структура
Три основные святилища в комплексе: Дукханг (Зал Собраний), Сумцег и Храм Манджушри, они датируются началом 12 — началом 13 века н. э.. Ступы также играют важную роль. Кроме того, есть ещё два храма, Храм переводчика, то есть «Лоцава Лакханг» и новый храм «Лакханг Сома». Газета The Hindu так описывает эти четыре храма: 

... цветом и формой, как жемчужина, так чрезвычайно прекрасны, что знакомое чувство одышки на этой высоте становится глубоким вздохом.
В старом Кашмире равно почитали и индуизм и буддизм, так Алчи, построенный кашмирцами несёт на себе отпечаток этого стиля. В комплексе находятся старейшие в Ладакхе фрески, огромная статуя Будды и «декор и резьба по дереву — почти в стиле барокко». Шакти Майра описывает красоты монастыря, как «стилистически представляет собой эклектическую смесь Тибетских и Кашмирских ликов и одеяний».

### Дукханг
Зал собраний находится в центре монастыря, в нём производят ритуалы и церемонии. Он большой и древний, сохранились древние деревянные двери. Многие детали остались неизменны с XII—XIII веков. Колонный зал ведёт во двор, в проходе фрески с 1000 будд. Бхавачакра (Колесо жизни) и Махакала изображены на наружных воротах. Стены Зала, посвящены Будде (Татхагате), изображают 6 мандал, окружающих Вайрочану, ему посвящён Дукханг. Среди мандал изображены будды, бодхисаттвы, богини, гневные божества и Защитники Дхармы, а также младшие божества.

### Сумцес (или Сумцег)
Алчи-Сумцес — одно из интереснейших сооружений комплекса, но неясно зачем он нужен. Сумцес/Сумцег (gsum brtsegs) — значит «трёхэтажный», состоит из трёх небольших залов, построенных из глины и природного камня в традиционном тибетском стиле. Хотя, пышные колонны, фасады, стены, фрески интерьера выполнены кашмирскими мастерами. В святыню двери на первом этаже: 5,4х5,8 метров с нишами по 2,1-2,7 м ширины и 4 метра высотой (в передней стене они больше, чем в боковых стенах). В нишах изображения трёх Бодхисаттв (они стоят, в высоту 4 метра) и вокруг младшие божества (по четыре в каждой нише) и две летящих богини в каждой нише. Сумцес построен в начале 13 века и с тех пор отлично сохранился, кроме дверей на верхнем этаже, которые сгнили. Второй этаж имеет балкон со светильником. Майтрейя высотой 4,63 метра изображён на задней стене, справа от него Авалокитешвара, слева Манджушри. Интересна драпировка (дхоти), одеваемая на статуи божеств; на дхоти Майтреи изображена жизнь Будды, на дхоти Авалокитешвары — святые места и дворцы и на дхоти Манджушри — 84 Махасиддха. Божества изображались, в основном, в одноглавой и четырёхрукой форме, им соответствуют дхьяни-будды. Майтрейя представляет Вайрочану. Авалокитешвара представляют Амитабху и Манджушри Акшобхью. Надписи указывают, что эти изображения хранят реликвии речи и ума трёх тел Будды, Майтрейя олицетворяет тело реальности, Авалокитешвара — тело блаженства и Манджушри тело эманации. Если упростить, то это Сострадание, Надежда и Мудрость.
Кроме того на дхоти вышита жизнь Будды Шакьямуни, но, это единственный известный случай, в обратной последовательности. Медальоны на ткани вышиты красным, каждый по 15 см на синем фоне. 48 сцен представляют 41 эпизод, 5 — проповеди, и две сцены панринирваны — все они в обратной последовательности от вознесения в Тушита до первой проповеди в Сарнатхе.
По записям можно определить, что верхний этаж строился при Дригунгпа Джигтен Гонпо (1143—1217), поэтом Семцес датируют началом 13 века.

### Храм Манджушри
Из анализа росписей и сравнении их с другими постройками можно сделать вывод, что храм был построен около 1225 года.
Храм Манджушри, или «Джампе Лхакханг», построен вокруг четырёх изображений Манджушри (они спиной к спине) посреди платформы во дворе 5,7 метров. Четыре столба поддерживают изображение, наверху они крест-накрест соединены с балками потолка. Роспись похожа на Семцес, но хуже по качеству. Храм стоит близко к Инду и не очень хорошо сохранился, за исключением, колонн, резьбы по дереву и дверей. Храм Лоцавы пристроен слева значительно позже. Изображение Манджушри несколько раз переделывали, в том числе недавно покрасили. Изображение несколько нестандартно, поскольку Манджушри окрашен не в обычный оранжевый, а в различные цвета. Он окружён богами, животными и сложным орнаментом состоящим из хвостов чудовища Макара, что создаёт весьма пугающий образ.
Каждое из четырёх изображений одноглавое и четырёхрукое, одна рука сжимает меч, другая книгу на вершине лотоса, лук и стрелу. Стены украшены изображениями Будды. Манджушри изображён на главной стене, он сидит на львином троне; одна из стан украшена изображением Амитабхи справа и Акшобхья слева. Эти изображения окружают Манджушри изображённого в нише в центре стены. Манджушри украшен драгоценностями (жемчуг и другие камни) и короной из цветов. У основания трона Манджушри изображены святые символы: «Семь Драгоценностей» и «Восемь Благоприятных Символов» (вокруг льва) заключены в квадратные рамки, что характерно. Вершина трона украшена стилизованными изображениями Макара.

### Ступы
Старейшие — Великий и Малый чортены (ступа) датируются началом 13 века, но позже Сумцеса. У чортенов есть декоративные ворота или «Какани Чортен» («тиб. , Вайли Ka ka ni mchod rten»), что уникально для монастырской архитектуры. Многие чортены построены между 13 и 14 веком. В Алчи есть ещё три чортена с древними изображениями.